# 히가시코라촌
히가시코라촌(東甲良村)은 시가현 이누카미군에 설치되었던 촌이다.